# Pelagon Linea
La Pelagon Linea è una struttura geologica della superficie di Europa.